# Callulops fuscus
Callulops fuscus ist eine Amphibienart aus der Familie der Engmaulfrösche (Microhylidae).

## Merkmale
Die Art erreicht eine Länge von 35 Millimetern. Die Körperoberseite ist einfarbig oder schwarzbraun. Die Körperunterseite ist helle mit unregelmäßigen weißen Linien und kleinen Flecken. Unterarm und Tarsus weisen wenig deutliche Querstreifen auf. Der Vorderkopf ist kurz und kann so lang wie der Augendurchmesser sein. Die fünfte Zehe ist deutlich kürzer als die dritte.

## Vorkommen
Callulops fuscus ist nur von den drei indonesischen Inseln Ambon, Seram (beide Maluku) und Batanta (Westneuguinea) bekannt und kommt als Tieflandart in Höhenlagen unter 50 Meter über dem Meer vor. Sie lebt terrestrisch in jahreszeitlich überflutetem Tieflandregenwald.

## Systematik
Die Art wurde 1867 von Wilhelm Peters als Phrynomantis fusca erstbeschrieben. Alain Dubois stellte sie 1988 in die Gattung Callulops.

## Gefährdung
Callulops fuscus wird in der Roten Liste von der IUCN als ungenügende Datengrundlage vorhanden („Data Deficient“) eingestuft. Spezifische Daten zur Gefährdung dieser Art sind nicht vorhanden, ab er es gibt Hinweise auf zunehmende Beeinträchtigung der Wälder auf Seram und ihr Lebensraum auf Ambon ist bereits schwer beeinträchtigt.